# Pistola Deer
La Deer fue la sucesora de la pistola FP-45 Liberator, desarrollada por la CIA. Esta pistola monotiro fue ideada para ser distribuida a las guerrillas sudvietnamitas como armamento contra los soldados del Ejército norvietnamita.

## Diseño
La Deer estaba hecha de aluminio moldeado, con el cajón de mecanismos siendo un cilindro situado en la parte superior del arma. El percutor sobresalía de la parte posterior del cajón de mecanismos y era armado manualmente para poder disparar, insertándole una pinza de plástico para evitar disparar por accidente, ya que la Deer no tenía un seguro mecánico. Su empuñadura estaba cuadrillada, era hueca y tenía espacio para tres cartuchos 9 x 19 Parabellum y una varilla para extraer el casquillo vacío del cañón. Esta pistola no tenía ningún marcaje que identificase al productor o al usuario, a fin de impedir su rastreo, siendo suministrada en una caja de poliestireno expandido sin etiquetar que contenía el arma, tres cartuchos y una serie de imágenes que mostraban la manera de operación del arma. Un entalle en una rampa sobre el cajón de mecanismos se usaba para apuntar. El cañón se desenroscaba para cargar y retirar el casquillo vacío. El percutor se armaba al jalar la perilla de amartillado. El gatillo de aluminio no tenía guardamonte.

## Operación

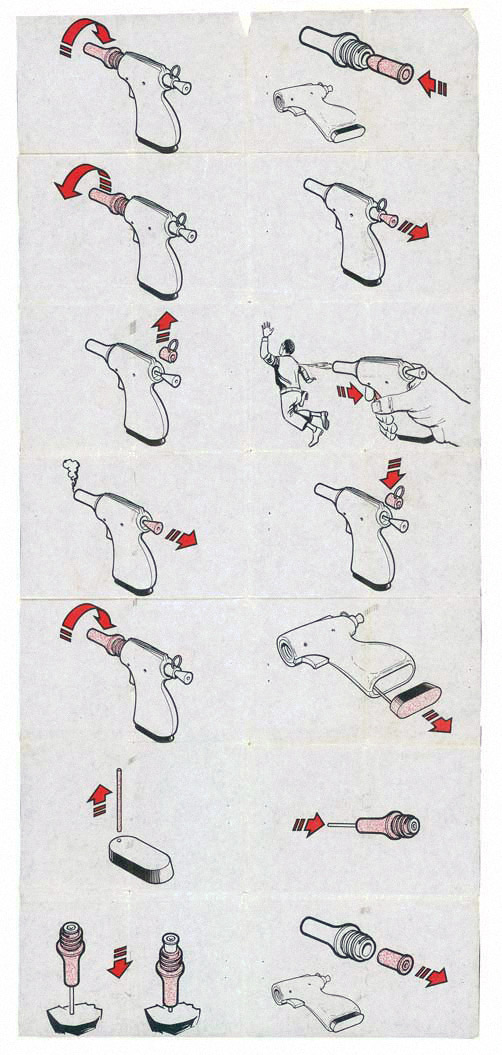
Manual de instrucciones de la Deer.

La Deer se cargaba desenroscando su cañón e insertando un cartucho 9 x 19 Parabellum en este. El percutor era armado y se le insertaba una pequeña pinza de plástico para evitar un disparo accidental. El cañón era enroscado en el cajón de mecanismos. La pistola se disparaba retirando la pinza de plástico del percutor y ubicándola en el cañón, pasando a ser el punto de mira, para después apretar el gatillo. Se presumía que después del disparo, el tirador le podría quitar el equipo a la víctima si había oportunidad, para después huir. Más tarde, el tirador podía recargar la pistola desenroscando su cañón y sacando el casquillo vacío mediante la varilla provista.

## Historia
En 1964 se produjo un lote inicial de 1.000 pistolas Deer, con un costo final proyectado de 3,95 dólares por unidad. Pero la Guerra de Vietnam pasó de ser un pequeño conflicto clandestino a un conflicto a gran escala, donde la Deer no sería tan útil como se había previsto. Algunas pistolas Deer fueron probadas en Vietnam, pero se desconoce el destino de las demás. La mayoría de fuentes concuerdan en que todas fueron destruidas.